# Verwaltungsreform
Als Verwaltungsreform bezeichnet man die aufbau- oder ablauforganisatorische Neugestaltung der öffentlichen Verwaltung. 
Theoretische Ansätze für die Verwaltungsreform liefert neben der Übertragung des privatwirtschaftlichen Produktmanagements auf die Verwaltungstätigkeit auch die Systemtheorie von Niklas Luhmann.
Die Verwaltungswissenschaften beschäftigen sich wissenschaftlich mit der Reform der öffentlichen Verwaltungen und erarbeiten praktische Vorschläge zu ihrer Veränderung.

## Historische Entwicklung
In der DDR wurden mit der Verwaltungsreform von 1952 aus 5 Provinzen bzw. Ländern und dem „demokratischen (sowjetischen) Sektor“ von Berlin die bis 1990 bestehenden 15 Bezirke gebildet. 
In der Bundesrepublik dominierten in den 1960er und 1970er Jahren Ansätze der Gebietsreform und der Funktionalreformen wie der Aufgabenverlagerung zwischen den administrativen Ebenen Bund, Länder und Gemeinden. Zur gleichen Zeit wurde versucht, die Verwaltung verstärkt an rationalen Planungen auszurichten, was angesichts der ökonomischen Krise Mitte der 1970er Jahre allerdings scheiterte. In diesem Zusammenhang wurde 1968 die Projektgruppe Regierungs- und Verwaltungsreform eingesetzt.
Seit den 1980er Jahren haben sich in den Kommunalverwaltungen das Neue kommunale Finanzmanagement und die Öffentliche Reformverwaltung, in Deutschland auch als Neues Steuerungsmodell bezeichnet, etabliert. Eine weitere Frage betrifft die Transparenz öffentlicher Verwaltung und die Partizipation der Bürger an Verwaltungsentscheidungen, etwa in der Stadt- und der Infrastrukturplanung (Bürgerkommune). Dabei geht es auch um die Bekämpfung von Korruption, beispielsweise durch Ausweitung der Informationsrechte der Bürger in Informationsfreiheitsgesetzen, in den USA durch den Freedom of Information Act.
Seit der Jahrtausendwende werden auch in den deutschen Landesverwaltungen mehr oder weniger einschneidende Veränderungen in der Organisation, insbesondere nach dem Prinzip der Einräumigkeit vorgenommen. Dabei werden umfassende Reformpakete, die sowohl Funktional- als auch Strukturreformelemente enthalten, umgesetzt. Diese Reformen übertreffen hinsichtlich Umfang und Auswirkungen in einigen Ländern, insbesondere in Baden-Württemberg, Niedersachsen oder Sachen alle bisherigen Verwaltungsreformen der Nachkriegszeit. Der Erfolg dieser Vorhaben ist sowohl hinsichtlich der resultierenden Qualität der Verwaltungsleistung als auch bezüglich der damit erzielbaren Einsparungen umstritten.

## Ziele
Mit der Verwaltungsreform sollen in erster Linie Effektivität und Wirtschaftlichkeit der Verwaltung gesteigert werden. Wesentlicher Antrieb ist die Haushaltskonsolidierung. Im 21. Jahrhundert kommen die Anforderungen an eine dynamische Bürgergesellschaft und Veränderungen im Verhältnis von Staat, Wirtschaft und Gesellschaft hinzu.

## Arten
Es kann zwischen Binnenreformen, Funktionalreformen, Strukturreformen und Territorialreformen unterschieden werden. 
Dabei zielen Binnenreformen auf die Veränderung interner Prozesse und des Personalwesens ab, bei Funktionalreformen werden Aufgaben zwischen den unterschiedlichen Verwaltungsebenen wie Ministerien,  Mittelinstanzen und Kommunen verlagert, Strukturreformen greifen in den äußeren Aufbau der Verwaltung ein, Territorialreformen verändern den Zuschnitt der territorialen Zuständigkeitsgebiete (Gemeinde-, Kreis- und Regierungsbezirkszuschnitte).
Eines der Kernprobleme der Binnenreform ist das öffentliche Dienstrecht und ein spezifisches Anreizsystem   für Mitarbeiter mit überdurchschnittlicher Leistung (Incentivierung).

### Kritik der Binnenreform
Für staatliche Hoheitsakte mit gesetzlich geregelter Zuständigkeit besteht kein ökonomischer Wettbewerb. Sie haben anders als privatwirtschaftliche Waren und Dienstleistungen keinen auf einem Markt gebildeten Preis. Im Gegensatz zu dem Preis für ein Brötchen, der durch Angebot und Nachfrage entsteht, ist beispielsweise ein "Preis" für die Ausstellung eines Führerscheines ungleich schwerer zu ermitteln. 
Um öffentliche Leistungsprozesse zu bewerten und damit die Kennwerte für eine Reform zu erhalten, greift man deshalb vor allem zum Mittel der Leistungskataloge. In einem Leistungskatalog werden möglichst alle durch eine Verwaltung erbrachten Leistungen erfasst und bewertet.
Anschließend kann auf Basis dieses Kataloges der Ist-Zustand der Verwaltung mit einem Soll-Zustand abgeglichen werden. In einem Analyseprozess wird anschließend versucht, durch Veränderungen im Ablauf der Verwaltung die Soll-Kennziffern zu erreichen.
Da die öffentliche Verwaltung an die Prinzipien vom Vorrang und vom Vorbehalt des Gesetzes gebunden ist, kann sie nicht nur an der Quantität ihrer Ergebnisse gemessen werden, sondern muss auch die Qualität berücksichtigen. Ein Beispiel dafür ist die Berücksichtigung von Widersprüchen. Steigt die Anzahl der Widersprüche an, liegt möglicherweise ein Fehler im Verwaltungsverfahren vor, indem zwar schnell Entscheidungen herbeigeführt werden, aber ohne den Sachverhalt ausreichend zu prüfen und die gesetzlichen Voraussetzungen für eine Entscheidung zu erfüllen. Würde man nur die Anzahl der erlassenen Verwaltungsakte zur Kenngröße machen, wäre der Verwaltung nicht gedient, wenn zugleich deren Qualität den gesetzlichen Anforderungen  nicht entspricht. Man spricht hier von einem Zielkonflikt, bei dem ein Sachziel (Schnelligkeit) mit einem Formalziel (Gesetzestreue) in Einklang gebracht werden muss.

## Praktische Beispiele
Praktische Ergebnisse einer Verwaltungsreform sind zum Beispiel die Einrichtung von „Bürgerhäusern“ nach dem Modell privater  Dienstleistungszentren, in denen Behörden mit unterschiedlicher sachlicher Zuständigkeit zusammengefasst und ein Lebenssachverhalt wie eine soziale Notlage bürgernah und bedarfsorientiert bearbeitet werden kann, indem etwa das Sozial-, Jugend- und Wohnungsamt einschließlich der Schuldner- und Suchtberatung unter einem Dach vereint sind.
1990 kehrte man zur Einteilung der ostdeutschen Länder in Landkreise zurück. 
Das Land Niedersachsen hat zum 1. Januar 2005 seine Bezirksregierungen abgeschafft.